# 榆山街道
榆山街道，是中华人民共和国山東省济南市平阴县下辖的一个乡镇级行政单位。

## 行政区划
榆山街道下辖以下地区：
东南沟社区、南门社区、东关社区、西关社区、北门社区、北山东社区、北山西社区、东三里社区、白庄社区、城区龙山社区、城区环秀社区、城区文笔山社区、城区翠屏街社区、西桥口村、中桥口村、东桥口村、分水岭村、三山峪村、孙官庄村、东蛮子村、西蛮子村、洪口村、胡庄村、毕庄村、胡山口村、老博士村、新博士村、刘官庄村、石庄村、东阮二村、丁山头村、十里铺村、于庄村、葛庄村、尹庄村、田山村和翟庄村。

## 人口
2010年中国第六次人口普查时，榆山办事处共有人口96094人。共有家庭32093户，平均每户2.86人。14岁以下的少年儿童共15630人，占总人口16.26%；15-64岁人口共72740人，占总人口75.69%；65岁及以上的老年人共7724人，占总人口的8.037%。男性共计47270人，占总人口49.19%；女性共计48824人，占总人口50.80%。本地居住的人口中，拥有本地户籍的人口为69134人，占71.94%。